# Arthrocena
Arthrocena es un género de foraminífero bentónico considerado como nomen nudum e invalidado, aunque considerado perteneciente a la subfamilia Nodosariinae, de la familia Nodosariidae, de la superfamilia Nodosarioidea, del suborden Lagenina y del orden Lagenida. Su rango cronoestratigráfico abarcaba el Holoceno.

## Clasificación
En Arthrocena no se ha considerado ninguna especie.